# Marcello Adriani
Pour les articles homonymes, voir Adriani.

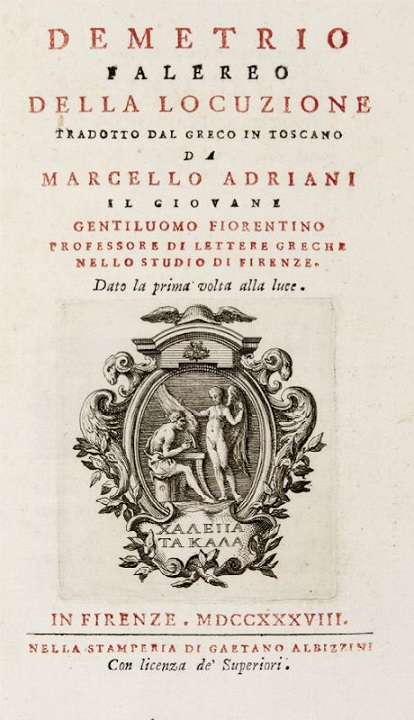
Démétrios de Phalère, Traité de l’éloquence, traduit du grec en italien par Marcello Adriani il Giovane

Marcello Adriani (né en 1562 à Florence – mort dans la même ville en 1604), est un humaniste et helléniste italien

## Biographie
Fils de l’historien Giovanni Battista Adriani, Marcello Adriani naquit à Florence en 1562. Il se distingua dans ses études, au point de mériter et d’obtenir, dès la plus tendre jeunesse, la chaire de belles-lettres que son père avait occupée dans l’Université de Florence. Adriani était membre de l’Académie florentine, dont il fut censeur et quatre fois conseiller. On lui doit l’édition de l’histoire écrite par son père.

## Publications
On a de lui :
- Une traduction italienne du Traité de l’éloquence de Démétrios de Phalère, qu’il avait laissée manuscrite, et qui n’a été imprimée qu’en 1738, in-8°, par les soins d’Anton Francesco Gori. L’éditeur y a mis une savante préface, pleine de details sur la vie et les écrits de Marcello Adriani.
- Deux Leçons sur l’Education de la noblesse florentine, imprimées dans la 2e partie du volume 4 des Prose fiorentine. Il a encore traduit en italien les Œuvres morales de Plutarque. Scipione Ammirato, et d’autres auteurs ont fait l’éloge de cette traduction, restée inédite. Il y en avait une copie à Florence, dans la bibliothèque Magliabecchi, et une autre dans celle du chanoine Riccardi, réunies toutes deux à la bibliothèque Laurentienne.

## Sources
- « Adriani (Marcel) », dans Louis-Gabriel Michaud, Biographie universelle ancienne et moderne : histoire par ordre alphabétique de la vie publique et privée de tous les hommes avec la collaboration de plus de 300 savants et littérateurs français ou étrangers, 2e édition, 1843-1865 [détail de l’édition]